# Metal Max (videojuego)
Metal Max es un videojuego de rol desarrollado por Crea-Tech y Data East y distribuido por Data East para la Famicom. Es el primer juego de la serie Metal Max.
Metal Max se desarrolla en un mundo posapocalíptico futurista, donde los humanos supervivientes se agrupan en aldeas subterráneas y ruinas mientras los «cazadores de monstruos» luchan contra los monstruos y forajidos del exterior. El juego tuvo una secuela, Metal Max 2, y fue rehecho para la Super Famicom como Metal Max Returns. Una secuela directa, Metal Saga: Season of Steel, se distribuyó en 2006 para Nintendo DS.

## Jugabilidad
Metal Max fue uno de los primeros ejemplos de un videojuego de rol abierto y no lineal. Carecía de una ruta de historia predeterminada, pero, en su lugar, le daba al jugador la opción de qué misiones seguir en cualquier orden mientras le permitía visitar cualquier lugar en el mundo del juego. El final puede ser determinado por el jugador, que puede alterar el final a través de sus acciones, completar el juego en casi cualquier momento y podrá continuar jugando incluso después del final.
La jugabilidad es la clásica de los juegos de rol: los personajes viajarán de ciudad en ciudad, teniendo encuentros aleatorios en el camino, mejorando objetos y tanques a medida que avanzan. El objetivo es convertirse en un cazador conocido y respetado derrotando a los monstruos con recompensas sobre sus cabezas, lo que se podrá hacer en cualquier orden que el jugador desee. Posee una historia sorprendentemente rica, pero como no se le impone al jugador, deberá buscarla activamente. Una gran parte del juego es la personalización de tanques: las partes del tanque se pueden comprar o encontrar, y las partes, así como el tanque en sí, se pueden modificar. El jugador utilizará un BS-Controller (BS-Con), un sistema de computadora personal, para rastrear datos sobre ciudades, tanques, recompensas y puntos de experiencia. El combate se da por turnos. Existe una gran cantidad de artículos diversos, armas y mejoras, la mayoría con capacidades únicas o poco comunes.
Cada personaje jugable tiene su propia clase de personaje, como mecánico o soldado, y estos personajes lucharán en batallas por turnos, ya sea a pie o usando tanques. El jugador podrá crear tanques, personalizarlos y realizar una variedad de modificaciones en ellos, remodelar y mejorar cada parte, fortalecer la defensa, reparar partes dañadas y darles más proyectiles.

### Tanque
Una característica única de Metal Max es el sistema de vehículos. En este juego, cada personaje puede viajar en un vehículo y existen 8 vehículos diferentes que se podrán recolectar. Un vehículo protege al conductor de daños físicos y puede equiparse con armas.
Cada vehículo tiene su propio chasis exclusivo. La capacidad de carga de un vehículo está determinada por la potencia máxima del motor equipado. Todas las partes, excepto la armadura de placas, tienen un cierto peso, por lo que si el vehículo se sobrecarga o el motor se daña, no podrá moverse. Cada vehículo puede estar equipado con una Unidad C (Unidad de Computadora), que consiste de un sistema de control de fuego que afectará la tasa de impacto de las armas equipadas. Los dos anteriores son necesarios para los vehículos, por lo que si uno de ellos se rompe o no está equipado, el vehículo no podrá moverse por sí solo.
Un vehículo puede tener entre 0 y 3 ranuras en su chasis que aceptarán una clase determinada de arma. Las armas se dividen en tres clases: cañones, ametralladoras y armas especiales. Los cañones son poderosos, pero tienen munición limitada. Las ametralladoras tienen munición ilimitada y pueden golpear a múltiples enemigos, pero son débiles. Las armas especiales son poderosas y pueden golpear a múltiples enemigos, pero pueden ser pesadas y tienden a quedarse sin munición muy rápidamente.

## Ambientación
El juego se desarrolla un número desconocido de años después de la caída de la civilización humana moderna debido a las acciones de Noah. Los sobrevivientes se agruparon en aldeas o comenzaron a vivir entre las ruinas, y aquellos que lucharon contra los monstruos y robots del exterior se hicieron conocidos como cazadores de monstruos. Estos hombres y mujeres recuperan tanques y partes de tanques para derrotar a monstruos y forajidos y cobrar recompensas por ellos. Aunque la civilización anterior haya sido arruinada, el entorno no es tan desolado como muchos escenarios posapocalípticos, con abundantes árboles y agua.

### Personajes
- El cazador: el personaje principal, un joven que sueña con convertirse en un cazador de monstruos. Su nombre se revela como Rebanna en la secuela Metal Saga: Season of Steel.
- El mecánico: un joven que quiere viajar por el mundo y convertirse en un gran mecánico de tanques.
- El soldado: una mujer ruda que espera vencer a su rival, Red Wolf.
- El padre del cazador: un mecánico de tanques brusco que repudia a su hijo por sus ambiciones salvajes y poco prácticas.
- Dr. Minchi: un doctor que resucita personajes mediante descargas eléctricas.
- Red Wolf: un misterioso cazador que conduce un tanque rojo brillante.
- Noah: una supercomputadora que fue creada por científicos con la esperanza de que pudiera encontrar una solución para salvar el medio ambiente de la Tierra. Al analizar cada vez más datos y recalcular cada posibilidad, «despertó» y provocó el apocalipsis al concluir que destruir a la humanidad es la única forma de salvar a la Tierra.

### Tanques
- Mosquito: el primer tanque que encuentra el cazador.
- Buggy: se encuentra en la fábrica de torres de perforación en la esquina sureste del mundo.
- Van: puede recuperar HP del personaje mientras se mueve por el mundo.
- Tiger: un tanque de la Segunda Guerra Mundial que está enterrado en algún lugar de la cueva de la playa.
- LAV: un APC con ruedas 6x6 que se encuentra en la ciudad de Sol.
- Abrams: un tanque que se vende en el puerto de un barrio pobre.
- Red Wolf: el tanque del personaje Red Wolf.
- White Muu: un prototipo de MBT de próxima generación que está encerrado dentro de la Base Fantasma.

## Lanzamiento
El juego fue lanzado en Japón el 24 de mayo de 1991 para la consola doméstica Nintendo Famicom y fue distribuido por Data East. Una nueva versión del juego para Super Famicom, titulada Metal Max Returns (メタルマックス リターンズ), fue lanzada el 29 de septiembre de 1995. Cuenta con gráficos y sonido mejorados, nuevas recompensas y objetos, áreas nuevas y revisadas, referencias a Metal Max 2 y dificultad reducida. También contiene muchos elementos que luego se encontraron en Metal Saga en PlayStation 2. Metal Max Returns fue posteriormente porteado a Game Boy Advance por Now Production en 2003. La versión original de Famicom fue relanzada posteriormente en la Consola Virtual de Wii el 27 de abril de 2010 y en la Consola Virtual de 3DS el 1 de enero de 2013. Returns fue relanzado en la Consola Virtual de Wii el 15 de noviembre de 2011.
Metal Max vendió 150.000 copias en Japón. Para Metal Max Returns, se vendieron más de 170 mil copias de este juego a un precio de 12.800 yenes por copia (el equivalente a 165 dólares estadounidenses).
Si bien Metal Max Returns nunca se lanzó en Occidente, Aeon Genesis lanzó una traducción completa hecha por fanes en 2007. El Metal Max original también fue traducido por fanes en 2018.